# Antonio José Galán
Pour les articles homonymes, voir Galán.
Antonio José Galán Casero, né le 19 novembre 1948 à Bujalance (Espagne, province de Cordoue), mort le 12 août 2001 à Rivera Baja (Espagne, Alava), est un matador espagnol.

## Carrière
- Débuts en public : Mijas (Espagne, province de Malaga) le 9 juillet 1968 aux côtés de Salvador Vega et « El Conquistador ».
- Présentation à Madrid : 28 mars 1971 aux côtés de Raúl Aranda et Germán Ureña. Novillos de la ganadería de Tabernero de Vilvis.
- Alternative : Malaga (Espagne) le 9 mai 1971. Parrain, Miguel Márquez ; témoin, Jaime González « El Puno ». Taureaux de la ganadería de Álvarez.
- Confirmation d’alternative à Madrid : 16 mai 1972. Parrain, Miguel Mateo « Miguelín » ; témoin, Curro Romero. Taureaux de la ganadería de Samuel Flores.
- Confirmation d’alternative à Mexico : 19 janvier 1975. Parrain, Antonio Lomelín ; témoin, Mariano Rangel.
- Premier de l’escalafón en 1974